# 157. logistična baza Slovenske vojske
157. logistična baza Slovenske vojske (157. LOGBA SV) je logistična vojaška baza Slovenske vojske; nastanjena je v Grosuplju.

## Zgodovina
Baza je bila ustanovljena leta 1998 za potrebe oskrbe z materialom in MTS.

## Poveljniki
- podpolkovnik Robert Puš (4. april 2003 - )
- podpolkovnik Bogomir Žerjav (? - 4. april 2003)

## Organizacija
- poveljstvo
- veterinarsko-kinološka enota
- enota za kodifikacijo
- osrednje vadbišče Slovenske vojske Poček
- enota za vzdrževanje objektov in infrastrukture
- oskrbovalna četa
- transportna četa